# Tossal de Sant Pere (Sarroca de Bellera)
|  | Aquest article tracta sobre la muntanya de Sarroca de Bellera. Vegeu-ne altres significats a «Tossal de Sant Pere». |

El Tossal de Sant Pere és una muntanya de 1.840,5 metres que es troba al municipi de Sarroca de Bellera, administrativament a la comarca del Pallars Jussà, tot i que de fet és de l'antic terme ribagorçà de Benés, agregat al de Sarroca de Bellera.
Està situat just al nord del poble de Manyanet, i forma part del contrafort sud-oriental del Tossal del Clotet. Al seu costat est encara es troba el Serrat des Graeres, que és la continuïtat del mateix contrafort cap al fons de la vall del riu de Manyanet.